# Burim Kukeli
Burim Kukeli (ur. 16 stycznia 1984 w Djakowicy) – albański piłkarz występujący na pozycji pomocnika w FC Sion, do którego trafił w 2017 roku.

## Kariera klubowa
Kukeli całą dotychczasową karierę profesjonalną spędził w Szwajcarii. Do 2007 roku występował w klubach z niższych lig. Reprezentował barwy SC Zofingen i FC Schötz. Na początku 2008 roku trafił do FC Luzern, w którym spędził 4,5 roku. Latem 2012 roku podpisał umowę z FC Zürich. W 2017 trafił do FC Sion

## Kariera reprezentacyjna
W reprezentacji Albanii zadebiutował 7 września 2012 roku w meczu eliminacji mistrzostw świata przeciwko Cyprowi. Na boisku przebywał przez pełne 90 minut.